# Kabinett Bjarni Benediktsson (2017)
Das Kabinett Bjarni Benediktsson war im Jahre 2017 vom 11. Januar bis zur Parlamentswahl vom 28. Oktober die Regierung Islands. Sie führte die Geschäfte kommissarisch weiter, bis sie am 30. November 2017 durch das Kabinett Katrín Jakobsdóttir I abgelöst wurde.
Es handelte sich um eine Koalition aus der liberal-konservativen Unabhängigkeitspartei, die einer EU-Mitgliedschaft Islands ablehnend gegenübersteht, sowie den EU-freundlichen liberalen Parteien Viðreisn und Björt framtíð. Nach der vorgezogenen Parlamentswahl vom 29. Oktober 2016 war es zunächst keiner Partei gelungen, eine neue Regierungskoalition zu bilden. Die Regierung von Sigurður Ingi Jóhannsson führte die Geschäfte daher bis Januar 2017 weiter. Am 10. Januar wurde die Zusammensetzung des neuen Kabinetts bekanntgegeben. Die Koalition verfügte über eine knappe Mehrheit von einem Sitz im Althing.
Am Morgen des 15. September 2017 wurde bekannt, dass Björt framtíð am Vorabend beschlossen hatte, die Regierungskoalition zu verlassen, was zum Mehrheitsverlust und damit dem Zusammenbruch der Regierung geführt hat. Grund für den Austritt von Björt framtíð ist ein politischer Skandal: Der Unabhängigkeitspartei wird vorgeworfen, die „Wiederherstellung der Ehre“  eines verurteilten Sexualverbrechers, für die sich der Vater von Premierminister Bjarni Benediktsson eingesetzt hatte, vertuscht zu haben. In ersten Reaktionen hatten sich Vertreter des bisherigen Koalitionspartners Viðreisn sowie der Oppositionsparteien Links-Grüne Bewegung und Allianz für eine Neuwahl im Oktober ausgesprochen, während es die Fraktionsvorsitzende der Píratar, Birgitta Jónsdóttir, vorgezogen hätte, zunächst einen neuen Versuch der Regierungsbildung zu machen. Die Neuwahl fand am 28. Oktober 2017 statt, wobei das Parlament zuvor nicht aufgelöst wurde.

## Regierungsmitglieder
| Ressort                          | Minister                                                            | Zeitraum             | Partei                |
| -------------------------------- | ------------------------------------------------------------------- | -------------------- | --------------------- |
| Premierminister                  | Bjarni Benediktsson                                                 | seit 11. Januar 2017 | Unabhängigkeitspartei |
| Auswärtiges                      | Guðlaugur Þór Þórðarson                                             | seit 11. Januar 2017 | Unabhängigkeitspartei |
| Finanzen                         | Benedikt Jóhannesson                                                | seit 11. Januar 2017 | Viðreisn              |
| Wohlfahrt                        | Þorsteinn Víglundsson (Soziales und Gleichberechtigung)             | seit 11. Januar 2017 | Viðreisn              |
| Wohlfahrt                        | Óttarr Proppé (Gesundheit)                                          | seit 11. Januar 2017 | Björt framtíð         |
| Inneres                          | Sigríður Á. Andersen (Justiz)                                       | seit 11. Januar 2017 | Unabhängigkeitspartei |
| Inneres                          | Jón Gunnarsson (Verkehr und Kommunen)                               | seit 11. Januar 2017 | Unabhängigkeitspartei |
| Bildung und Kultur               | Kristján Þór Júlíusson                                              | seit 11. Januar 2017 | Unabhängigkeitspartei |
| Wirtschaft und Innovation        | Þorgerður Katrín Gunnarsdóttir (Fischerei und Landwirtschaft)       | seit 11. Januar 2017 | Viðreisn              |
| Wirtschaft und Innovation        | Þórdís Kolbrún R. Gylfadóttir (Tourismus, Industrie und Innovation) | seit 11. Januar 2017 | Unabhängigkeitspartei |
| Umwelt und natürliche Ressourcen | Björt Ólafsdóttir                                                   | seit 11. Januar 2017 | Björt framtíð         |